# Sechste Thailändisch-Laotische Freundschaftsbrücke
Die Sechste Thai-Laos-Freundschaftsbrücke ist ein im Jahr 2012 geplantes Projekt. Es soll im Jahr 2023 eine neue Mekongquerung im Distrikt Amphoe Na Tan in der Provinz Ubon Ratchathani mit der laotischen Kleinstadt Lakhonepheng in der Provinz Salavan, entstehen und bis 2025 fertiggestellt sein. Das Projekt umfasst sowohl auf thailändischer wie auch auf laotischer Seite den Bau neuer Straßen. Eine Eisenbahnverbindung ist im Gegensatz zur ersten Freundschaftsbrücke nicht vorgesehen. 